# Oleksa Dovbuš
Oleksa Dovbuš (1700 Pečenižyn – 24. srpna 1745 Kosmač) se proslavil jako podkarpatský, resp. ukrajinský zbojník, hrdina, který se, podobně jako o necelá dvě století později Nikola Šuhaj, stal legendou. Jeho osud podnítil lidskou fantazii a díky ústní lidové tradici (a její zapsané formě) je Dovbuš dosud živým fenoménem.

## Život
Oleksa Dovbuš (též Dovboš, Dovbuščyk) byl chudým pastevcem ovcí. Podle jedné pověsti překonal ďábla, za což byl Bohem odměněn nezranitelností a silou potírat bezpráví. Co bylo skutečným impulsem k Dovbušovu loupežnickému životu, nevíme. Pravdou je, že se obklopil hordou zbojníků, kterým v letech 1738 - 1745 velel. V začátcích zbojničil spolu se svým starším bratrem Ivanem. V roce 1739 však mezi bratry došlo k roztržce, která měla za následek nejen jejich rozchod, ale i to, že Dovbuš do konce života kulhal.
Strach a respekt vzbuzoval Oleksa Dovbuš jak mezi šlechtou a bohatými kupci, tak u haličských a uherských úřadů, které jej intenzivně pronásledovaly. Skupina Oleksových zbojníků „působila“ na území Polska, Rumunska a dnešního Maďarska. Úřady však dopaden nebyl.
Dovbuš byl postřelen Štěpánem Dzivnkou, když se pokusil vloupat do jeho chaty. Na následky zranění 24. srpna 1745 zemřel. Legenda opředla jeho smrt milostným motivem, Dovbuš měl údajně chodit za Štěpánovou ženou. Jeho mrtvola byla vláčena po vesnicích a vystavována na odiv (např. na radnici v Kolomyji). Štěpán Dzvinka byl za odměnu propuštěn z poddanství a osvobozen od daní.

## Život dovbušovské legendy
- Legenda Oleksy Dovbuše, jejímiž atributy jsou nezranitelnost, sociální cítění zbojníka, zrada milenky či motiv příchodu nového Dovbuše, stále žije. A to nejen v ukrajinských pověstech, bájích, písních a místopisných názvech.
- S dovbušovskými motivy se můžeme setkat v dílech ukrajinských spisovatelů Jurije Feďkoviče (1834 - 1888), Ivana Franka (1856 - 1916) a dalších.
- V roce 1959 natočil režisér Viktor Ivanov (1909 - 1981) film Oleksa Dovbuš s Afanasi Kochetkovem (1930 - 2004) v hlavní roli.
- Známá je opera Dovbuš, k níž hudbu složil Antin Rudnyckyj a libreto ukrajinský lyrik Bohdan Ihor Antonyč (1909 - 1937).
- V českém prostředí zaznamenal legendu Jan Kobzáň (1901 - 1959).